# Augusto Pedro de Sousa
Augusto Pedro de Sousa (sinh ngày 5 tháng 11 năm 1968) là một cầu thủ bóng đá người Brasil.

## Sự nghiệp câu lạc bộ
Augusto Pedro de Sousa đã từng chơi cho Kashima Antlers và Kawasaki Frontale.

## Thống kê câu lạc bộ

### J.League
| Đội               | Năm       | J.League | J.League | J.League Cup | J.League Cup | Tổng cộng | Tổng cộng |
| Đội               | Năm       | Trận     | Bàn      | Trận         | Bàn          | Trận      | Bàn       |
| ----------------- | --------- | -------- | -------- | ------------ | ------------ | --------- | --------- |
| Kashima Antlers   | 2001      | 13       | 5        | 4            | 0            | 17        | 5         |
| Kashima Antlers   | 2002      | 29       | 4        | 9            | 1            | 38        | 5         |
| Kawasaki Frontale | 2003      | 41       | 17       | -            | -            | 41        | 17        |
| Kawasaki Frontale | 2004      | 31       | 8        | -            | -            | 31        | 8         |
| Kawasaki Frontale | 2005      | 33       | 5        | 5            | 1            | 38        | 6         |
| Tổng cộng         | Tổng cộng | 147      | 39       | 18           | 2            | 165       | 41        |